# Andrey Lizogub
Pas d'image ? Cliquez ici

a Compétitions nationales et continentales officielles uniquement.

b Matchs officiels uniquement.
Dernière mise à jour le 16 décembre 2020.
Andreï Lizogoub (en russe : Андрей Лизогуб), né le 22 janvier 1991, est un joueur russe de rugby à XV qui évolue au poste d'ailier et d'arrière. 

## Biographie
Natif de Kaliningrad, c'est là-bas qu'il y commence le rugby. Il commence sa carrière élite en partant en Pologne, au sein du prestigieux AZS-AWF Warszawa. Il y restera deux ans, puis rentre en Russie pour la saison 2011, où il rejoint le RC Kouban Krasnodar. Il ne reste qu'une saison à Krasnodar, puisqu'il signe ensuite pour deux saisons au Spartak GM, situé à Moscou. Après deux saisons, il rejoint le VVA Podmoskovie, où il reste deux ans. En 2015, il est convoqué pour sa première sélection en équipe de Russie, lors d'un déplacement en Namibie.
Fin 2016, il décide de quitter le VVA Podmoskovie. Il décide alors de mettre un terme à sa carrière professionnelle. Il redevient professionnel en 2019, retournant dans son ancien club du Kouban Krasnodar. A la fin de la saison, il quitte le club. Contacté par plusieurs clubs, il est proche de signer au Strela Kazan, mais rejoint finalement le VVA Podmoskovie, qu'il quitte finalement après quelques mois.

## Statistiques

### En sélection
| Année | Compétition | Matchs | Points | Essais | Transf. | Drops | Pénal. |
| ----- | ----------- | ------ | ------ | ------ | ------- | ----- | ------ |
| 2015  | Test        | 1      | -      | -      | -       | -     | -      |
| Total | Total       | 1      | -      | -      | -       | -     | -      |